# Egan-Sud
Egan-Sud est une municipalité du Québec située dans la municipalité régionale de comté de La Vallée-de-la-Gatineau et la région administrative de l'Outaouais.

## Démographie
| 1991 | 1996 | 2001 | 2006 | 2011 | 2016 | 2021 |
| ---- | ---- | ---- | ---- | ---- | ---- | ---- |
| 520  | 578  | 512  | 508  | 542  | 504  | 508  |

## Administration
Les élections municipales se font en bloc pour le maire et les six conseillers.
| Egan-Sud Maires depuis 2003                                                                                          |                |         |          |
| Élection | Maire          | Qualité | Résultat |
| 2003 | Evelyne Hubert |         | Voir     |
| 2005 | Michel Cyr     |         | Voir     |
| n/d | Neil Gagnon    |         | Voir     |
| 2009 | Neil Gagnon    | Voir    |          |
| 2013 | Neil Gagnon    | Voir    |          |
| 2017 | Neil Gagnon    | Voir    |          |
| 2021 | Neil Gagnon    | Voir    |          |
| Élection partielle en italique Depuis 2005, les élections sont simultanées dans toutes les municipalités québécoises |                |         |          |